# Be As One/Let's get it on
「Be As One/Let's get it on」（ビー・アズ・ワン/レッツ・ゲット・イット・オン）は、w-inds.の29枚目のシングル。2011年1月26日に FLIGHT MASTERから発売された。

## 概要
前作「Addicted to love」より約7ヵ月ぶりのリリース。「New World/Truth〜最後の真実〜」以来の両A面シングル（Double A Side SINGLE）。CD+DVDの初回盤A,Bと、CDのみの通常盤の3形態でリリース。初回盤A、Bには「Be As One」と「Let's get it on」のPVがそれぞれ収録されている。なお、タイトルは「やろうぜ!」「始めようぜ!」などを意味するスラングであるが、多くは性的な意味で用いられる語であり、本作においてもw-inds.楽曲史上稀の過激な性描写を含んでいる。

## 収録曲

### 初回盤A
1. Be As One [4:24]
作詞：Natsumi Watanabe、作曲：Zetton, Shikata, Mats Lie Skare、編曲：Zetton, Shikata, Mats Lie Skare
  - テレビ東京系アニメ『FAIRY TAIL』エンディングテーマ

シングルとしては「Everyday」以来となる歌ものの楽曲。作詞にはBoAの作品を多く手掛ける女性作詞家の渡辺なつみを初起用し、女性が理想とする男性像を描写している。なお、PVは2010年12月18日に横浜アリーナのライブで初披露された際の映像である（ただし音源は差し替え）。
2. Let's get it on [5:14]
作詞・作曲・編曲：Ryosuke Imai
  - 日本テレビ系『スッキリ!!』2011年1月度エンディングテーマ

転じて、近年のトレンドを意識したハウスチューンであり、「New World」等を手掛けた今井了介による作品。前作「Addicted to love」の頃には既に制作がなされていた。イントロはアルバム『Another World』収録の「Intercode」からのサンプリングを含んでおり、女性コーラスにOH GIRL!のメンバーNaNaが参加している。[1]
3. Noise [4:02]
作詞：Natsumi Watanabe、作曲：Keita Tachibana, Sky Beatz, Darren Martyn　編曲：Sky Beatz, Darren Martyn

### 初回盤B
1. Let's get it on [4:24]
2. Be As One
3. To My Fans [3:15]
作詞：shungo.　作曲：:Mats Lie Skare, Tommy Clint　編曲：:Mats Lie Skare, Tommy Clint
w-inds.が2011年3月14日にデビュー10周年を迎えるにあたり、メンバーからファンに向けたメッセージソング。同年春に開催されたファンクラブツアーのタイトルにもなった。

### 通常盤
1. Be As One
2. Let's get it on
3. Noise
4. To My Fans

## 収録アルバム
| 曲名            | 収録アルバム                                                   | 発売日        | 備考                |
| --------------- | -------------------------------------------------------------- | ------------- | ------------------- |
| Be As One       | 『w-inds. 10th Anniversary Best Album-We sing for you-』       | 2011年6月22日 | 4thベスト・アルバム |
| Let's get it on | 『w-inds. 10th Anniversary Best Album-We dance for everyone-』 | 2011年6月22日 | 4thベスト・アルバム |